# Абдигаппар
Абдигаппар (каз. Әбдіғаппар, до 1997 г. — Кыркенсе) — село в Жанакорганском районе Кызылординской области Казахстана. Административный центр Кыркенсеского сельского округа. Код КАТО — 434055100.

## Население
В 1999 году население села составляло 1818 человек (920 мужчин и 898 женщин). По данным переписи 2009 года, в селе проживало 2012 человек (1031 мужчина и 981 женщина).